# 주휘민
주휘민(2001년 1월 26일 ~ )는 대한민국의 축구 선수로, 포지션은 미드필더이다.